# LFF Supertaurė 2017
La 17ª edizione della LFF Supertaurė si è svolta il 26 febbraio 2017 allo Sportima Arena di Vilnius tra lo Žalgiris, vincitore della A Lyga 2016 e il Trakai, vincitore della Coppa di Lituania 2016.
Lo Žalgiris si è aggiudicato il trofeo per la settima volta nella sua storia.

## Tabellino
| Arbitro: | Valikonis |

|            |           |  |
| Traoré 77’ | Marcatori |  |